# Lyangyabiz
Lyangyabiz (ryska: Лянгябиз) är en ort i Azerbajdzjan.   Den ligger i distriktet Ağsu Rayonu, i den centrala delen av landet, 110 km väster om huvudstaden Baku. Lyangyabiz ligger 180 meter över havet och antalet invånare är 1 229.
Terrängen runt Lyangyabiz är kuperad åt nordost, men åt sydväst är den platt. Närmaste större samhälle är Shamakhi, 17,9 km norr om Lyangyabiz.
Trakten runt Lyangyabiz består till största delen av jordbruksmark. Runt Lyangyabiz är det ganska glesbefolkat, med 31 invånare per kvadratkilometer.